# Ceradenia curvata
Ceradenia curvata är en stensöteväxtart. Ceradenia curvata ingår i släktet Ceradenia och familjen Polypodiaceae.

## Underarter
Arten delas in i följande underarter:
- C. c. curvata
- C. c. pearcei